# دوري آيسلندا الممتاز 1936
دوري آيسلندا الممتاز 1936 (بالآيسلندية: Efsta deild karla í knattspyrnu 1936) هو الموسم 25 من  دوري آيسلندا الممتاز. كان عدد الأندية المشاركة فيه  4، وفاز فيه نادي فالور.